# Cantó de Malestroit
El cantó de Malestroit (bretó Kanton Malastred) és una divisió administrativa francesa situat al departament d'Ar Mor-Bihan a la regió de Bretanya.

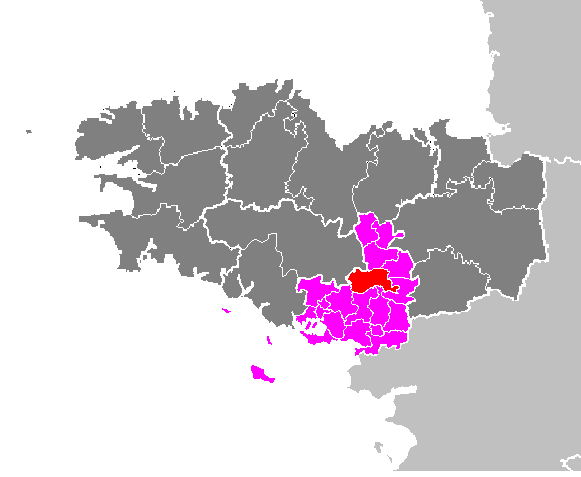
Situació del cantó

## Composició
El cantó aplega 14 comunes :
| Nom francès             | Nom bretó           | Població | km²    | Codi Postal | Codi INSEE |
| Bohal                   | Bohal               | 501      | 8,45   | 56140       | 56020      |
| Caro                    | Karozh              | 1.096    | 37,74  | 56140       | 56035      |
| La Chapelle-Caro        | Chapel-Karozh       | 1.200    | 16,49  | 56460       | 56037      |
| Le Roc-Saint-André      | Roz-Sant-Andrev     | 861      | 9,93   | 56460       | 56197      |
| Lizio                   | Lizioù              | 737      | 16,96  | 56460       | 56112      |
| Malestroit              | Malastred           | 2.472    | 5,81   | 56140       | 56124      |
| Missiriac               | Megerieg            | 914      | 13,47  | 56140       | 56133      |
| Monterrein              | Mousterrin          | 308      | 7,01   | 56800       | 56138      |
| Ruffiac                 | Rufieg              | 1.311    | 36,47  | 56140       | 56200      |
| Saint-Abraham           | Sant-Abran          | 456      | 6,72   | 56140       | 56202      |
| Saint-Guyomard          | Sant-Gwioñvarc'h    | 810      | 19,66  | 56460       | 56219      |
| Saint-Marcel            | Sant-Marc'hell      | 854      | 12,81  | 56140       | 56228      |
| Saint-Nicolas-du-Tertre | Sant-Nikolaz-ar-Roz | 454      | 12,93  | 56910       | 56230      |
| Sérent                  | Serent              | 2.716    | 59,67  | 56460       | 56244      |
| Cantó                   | Malastred           | 14.690   | 264,12 | -           | 5619       |

## Evolució demogràfica
| 1962   | 1968   | 1975   | 1982   | 1990   | 1999   |
| ------ | ------ | ------ | ------ | ------ | ------ |
| 13.956 | 13.659 | 13.599 | 14.102 | 14.409 | 14.690 |

## Història
| Data d'elecció                           | Identitat      | Partit        | Qualitat |
| ---------------------------------------- | -------------- | ------------- | -------- |
| 2001-2007                                | Maurice Melois | RPR           |          |
| 2007-                                    | Joseph Legal   | Divers droite |          |
| les dades anteriors no són pas conegudes |                |               |          |
|                                          |                |               |          |